# Capasa rufescens
Capasa rufescens är en fjärilsart som beskrevs av Butler 1886. Capasa rufescens ingår i släktet Capasa och familjen mätare. Inga underarter finns listade i Catalogue of Life.